# Ekonomika Slovenska
Ekonomika Slovenska patří mezi úspěšné ekonomiky zemí, jež v roce 2004 vstoupily do Evropské unie a v 90. letech 20. století zažily transformaci z ekonomiky socialistického centrálního plánování na hospodářství volného trhu. V roce 2021 dosahoval HDP na osobu v paritě kupní síly 32 371 USD, což představovalo 69 % průměru EU. V roce 2023 to bylo 73 % průměru EU (pro srovnání: Maďarsko 76 %, Polsko 80 %, Česko 91 %).

## Vývoj od vzniku republiky
Když 1. ledna 1993 vzniklo samostatné Slovensko, jednalo se o zemi, v níž už plně probíhal proces transformace hospodářství. Země byla, stejně jako právě vzniknuvší Česko, též postižená nevhodnou a zcela neudržitelnou strukturou průmyslu, orientovanou hlavně na průmysl těžký (Východoslovenské železárny). Slovensko tvořilo zhruba 30 procent průmyslové produkce celé federace.
V prvních letech nezávislosti se však reformy zpomalily, především kvůli politice tehdejší vlády Vladimíra Mečiara, jež byla ze zahraničí kritizována a způsobila mírné zaostávání země v její integraci do mezinárodních struktur (NATO, EU). Objevila se hlavně korupce, jež zasáhla mnohé tehdejší privatizace a vzrostl státní dluh (převážně díky vysokým státním výdajům). Zatímco roku 1995 rostl slovenský hrubý domácí produkt o 6,5 % ročně; na konci 90. let, stejně jako v jiných zemích Střední Evropy, došlo k propadu; růst za rok 1999 činil již jen 1,3 %. Země byla nedůvěryhodná pro mezinárodní organizace, které jí tak neposkytovaly žádné úvěry. Přesto po skončení Mečiarovy vlády byly celkové dluhy země nejnižší ze všech států v okolí.
Roku 1998 přišla však změna, vlády se ujala široká koalice stran, kterou spojoval odpor k praktikám předchozí vlády. Ekonomika se mírně stabilizovala, zvýšila se však inflace i nezaměstnanost. Růst HDP se pohyboval v této době kolem 4,4 % (nově se na růstu podílely již služby).
Tuto vládu následovala v letech 2002–2006 vláda pravicové čtyřkoalice tvořené stranami SDKÚ, KDH, SMK a ANO. Za její vlády se opět zvýšil ekonomický růst (v roce 2006 v některých čtvrtletích až 9 %; meziročně se však pohyboval kolem 6–8 %, od roku 1999 se průběžně zvyšoval) a země vstoupila do Evropské unie i NATO. Zavedena byla též i velmi diskutovaná rovná daň (jejím hlavním výsledkem bylo snížení celkové daňové zátěže přímými daněmi) a objevili se někteří zahraniční investoři, z nichž mezi nejvýznamnější patří automobilky (např. Kia). Nezaměstnanost, dosahující dvouciferných čísel, začala rychle klesat. Další novinkou byl také i nový zákon o obchodním rejstříku, podle něhož se do něj nová společnost může zapsat do pěti dnů (tedy další usnadnění soukromého podnikání). Daňová přiznání bylo možné podávat také i v elektronické podobě.
Ekonomický růst tak na Slovensku dosahuje sice nejvyšších čísel; velkým problémem však i nadále zůstávají velké rozdíly v životní úrovni jednotlivých regionů. V Bratislavě a Bratislavském kraji dosahuje HDP na obyvatele 167 % průměru EU, v regionech na východě republiky nejméně pak 51 %. Některé ekonomické reformy, jež odstartovaly velmi prudký růst a pokles nezaměstnanosti, však byly levicovými stranami (SMER, HZDS) ostře kritizovány, především za to, že došlo ke snížení životní úrovně některých obyvatel, převážně chudších. V roce 2006 ve volbách zvítězila levice, kterou volil sever a východ republiky. Přestože slíbila zrušit rovnou daň, nakonec se k tomu vláda neodhodlala. V roce 2010 se znovu ujala vlády pravice a začala další ekonomické reformy.

## Vývoj daňových sazeb
- 1993: Zavedení nové daňové soustavy, v rámci ní byla zřízena daň z příjmu. Daň firmám byla stanovena na 45 %.
- 1994: Umožněno umoření ztráty. Daň právnickým osobám klesla na 40 %.
- 1998: Zavedení daňových úlev pro podporu investic.
- 1999: Zavedení daňového úvěru na podporu investování; změna podmínek pro daňové úlevy dosud platné.
- 2000: Daň pro firmy se snížila na 29 %, v zemědělství pak zavedena snížená sazba ve výši 15 %.
- 2002: Daň z příjmu právnických osob snížena na 25 %.
- 2004: Sjednocení všech sazeb daní na 19% sazbu – rovná daň.

## Struktura hospodářství
Hospodářské ukazatele
- HDP – 89,55 mld. USD(2016)
- Růst HDP – 3,6 % (2018)
- HDP na obyvatele – 31.300 USD (2017)
- Složení ekonomiky – Zemědělství: 2,7 %, průmysl: 35,6 %, služby: 61,8 % (2010)
- Nezaměstnanost – 7,4 % (10/2017)
- Veřejný dluh – 57,5 % HDP (2016)
- Inflace – 1,4 % (2017)
- Minimální mzda – 480 EUR (2018)
- Hodnota exportu – 39,7 mld. EUR (2009)
- Hodnota importu – 38,7 mld. EUR (2009)

Hlavní vývozní komodity:
automobily (25,9 %); strojní a elektrická zařízení (21,3 %); kovy (14,6 %); chemické prostředky (10,1 %)
Hlavní dovozní komodity:
dopravní prostředky (41,1 %); vyspělé technologické produkty (19,3 %); paliva (12,3 %)

### Průmysl

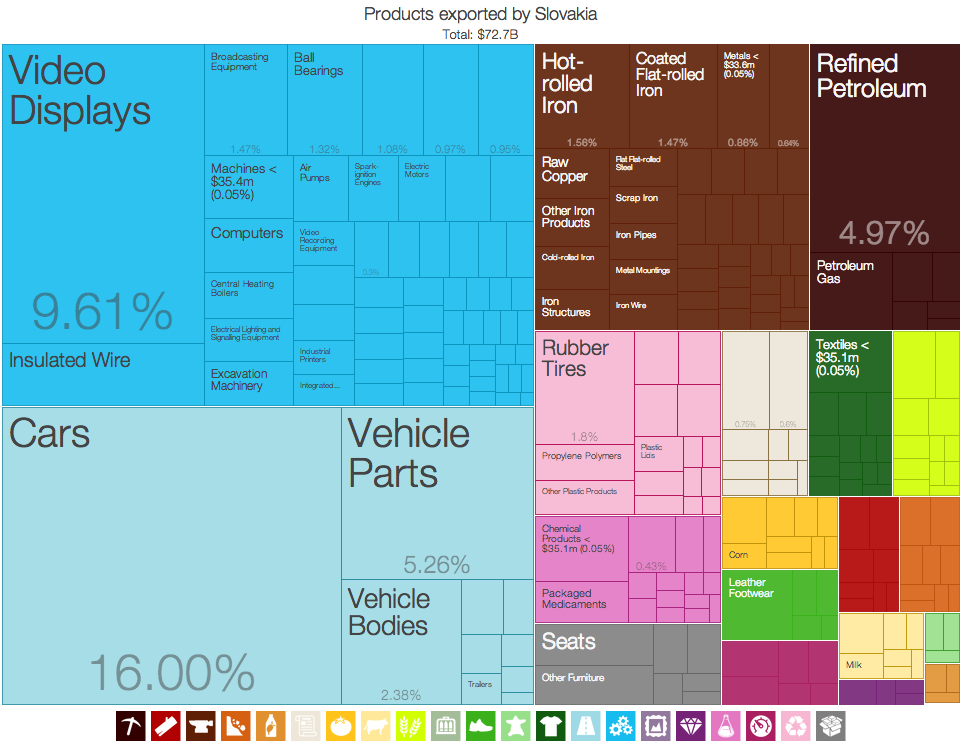
Graf slovenského vývozu

Slovenský průmysl je z 39 % závislý na výrobě automobilů. V roce 2011 se na Slovensku vyrobilo 639 tisíc aut, čímž byl historický rekord z předkrizového roku 2008 překonán o 65 tisíc aut. V přepoču na obyvatele se tak Slovensko stalo evropskou jedničkou, neboť se tam vyrobilo 119 aut na tisíc obyvatel, druhé je Česko se 114 vyrobenými vozy na tisíc obyvatel (celkem 1,19 milionu vozů) a třetí Slovinsko s 85 auty na tisíc obyvatel (celkem 169 tisíc aut). Své závody na Slovensku mají automobilky Volkswagen (Volkswagen Slovakia, Bratislava), Stellantis (Stellantis Slovakia, Trnava), Kia Motors (Kia Motors Slovakia, Žilina), Jaguar Land Rover (Jaguar Land Rover Slovakia, Nitra). V červenci 2022 bylo oznámeno, že Volvo Cars postaví továrnu na výrobu elektromobilů nedaleko Košic.
Volkswagen přišel do země už v roce 1991 a od té doby do roku 2012 vyrobil více než 2,5 milionu vozidel řady modelů, mimo jiné Volkswagen Touareg, Audi Q7 nebo Škoda Citigo. Bratislavský provoz zaměstnává více než sedm tisíc pracovníků. Společnost Kia Motors Corporation vybudovala v letech 2004 až 2006 závod Kia Motors Slovakia jako svůj první výrobní závod Evropě. Výroba automobilů a motorů pro osobní automobily tam byla spuštěna v prosinci 2006. Na začátku roku 2012 slovenský závod vyrobil svůj miliontý automobil. Kia na Slovensku v současnosti[kdy?] zaměstnává více než 3900 pracovníků a vyrábí automobily Kia cee’d ve třech karosářských provedeních, dále pak sportovně-užitkový model Sportage a MPV Venga. Na konci roku 2011 automobilový průmysl celkem na Slovensku zaměstnával 75 tisíc lidí,  v roce 2022 to bylo již 250 000 osob.
Významný je rovněž elektrotechnický průmysl. V roce 2002 v Galantě v prostorech bývalého nábytkářského závodu ZNZ – Slovenské nábytkárske závody začal působit Samsung Electronics Slovakia. Činnost firmy je zaměřená na výrobu LCD a LED televizorů, LCD monitorů, HDD a Blu-ray přehrávačů a satelitních přijímačů. Samsung v Galantě v roce 2012 zaměstnával téměř 3 tisíce zaměstnanců a výškou svých tržeb se řadil ke třem největším nefinančním podnikům Slovenska. V Nitře v letech 2006–2007 postavila závod na výrobu televizorů s plochou obrazovkou z tekutých krystalů (LCD), kanálových voličů a desek plošných spojů do televizorů japonská společnost Sony. V roce 2010 prodala Sony závod s 2500 zaměstnanci tchajwanskému Foxconnu.

### Cestovní ruch
Slovenský cestovní ruch zaznamenal prudký propad v roce 2009, kdy počet ubytovaných cizinců v zemi klesl o čtvrtinu. Kromě dopadů globální krize tento výsledek způsobilo také oslabení měn okolních zemí vůči euru, což turistům z České republiky, Polska či Maďarska pobyt na Slovensku prodražilo. V roce 2013 se na Slovensku ubytovalo 1,67 milionu zahraničních hostů a výsledky cestovního ruchu na Slovensku za tento rok dosáhly druhé nejvyšší úrovně v historii Slovenska, jen těsně zaostaly za předkrizovým rekordním rokem 2008. V roce 2014 zájem zahraničních turistů o Slovensko poprvé od roku 2009 opadl, a to o více než desetinu. K tomuto výsledku podle odborníků přispělo teplé počasí a nedostatek přírodního sněhu v zimní turistické sezóně, jakož i deštivé počasí v letních měsících.